# 1875年9月29日日食
1875年9月29日日食为一次在协调世界时1875年9月29日出現的日環食。該次日食食分為0.9656，食甚維持3分36秒。

## 概述
這次日食的食分是0.9656，環食維持3分36秒。

## 基本參數
- 類型：日環食
- 食甚資料：
  - 日期：1875年9月29日
  - 時間：12時58分9秒
  - 地點：10N 10W
  - 食分：0.9656
  - 日環食持續時間：3分36秒

## 外部連結
- NASA日食專頁（页面存档备份，存于）（英文）